# Chodos
Chodos är en ort i Spanien.   Den ligger i provinsen Província de Castelló och regionen Valencia, i den östra delen av landet, 290 km öster om huvudstaden Madrid. Chodos ligger 1 025 meter över havet och antalet invånare är 123.
Terrängen runt Chodos är lite bergig.Runt Chodos är det glesbefolkat, med 20 invånare per kvadratkilometer. Närmaste större samhälle är Lucena del Cid, 12,4 km söder om Chodos. 